# كولين كوين (لاعبة هوكي الجليد)
كولين كوين (بالإنجليزية: Colleen Coyne)‏ هي لاعبة هوكي الجليد أمريكية، ولدت في 19 سبتمبر 1971 في ميدفورد في الولايات المتحدة.

## وصلات خارجية
- كولين كوين على موقع EliteProspects.com (الإنجليزية)
- كولين كوين على موقع اللجنة الأولمبية الدولية (الإنجليزية)
- كولين كوين على موقع أوليمبيديا (الإنجليزية)